# Pfarrkirche Maria Rojach

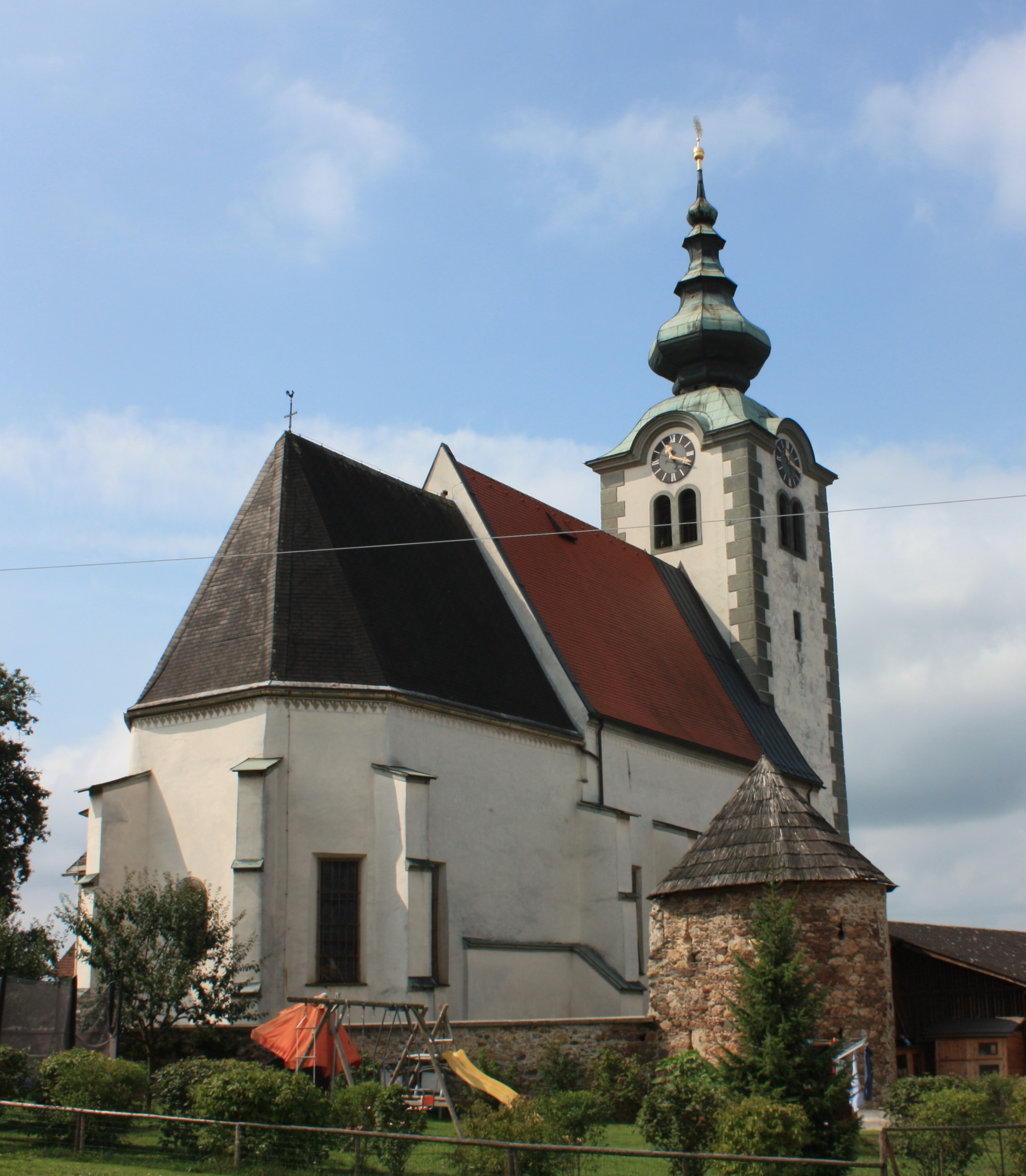
Katholische Pfarrkirche Mariä Himmelfahrt in Maria Rojach

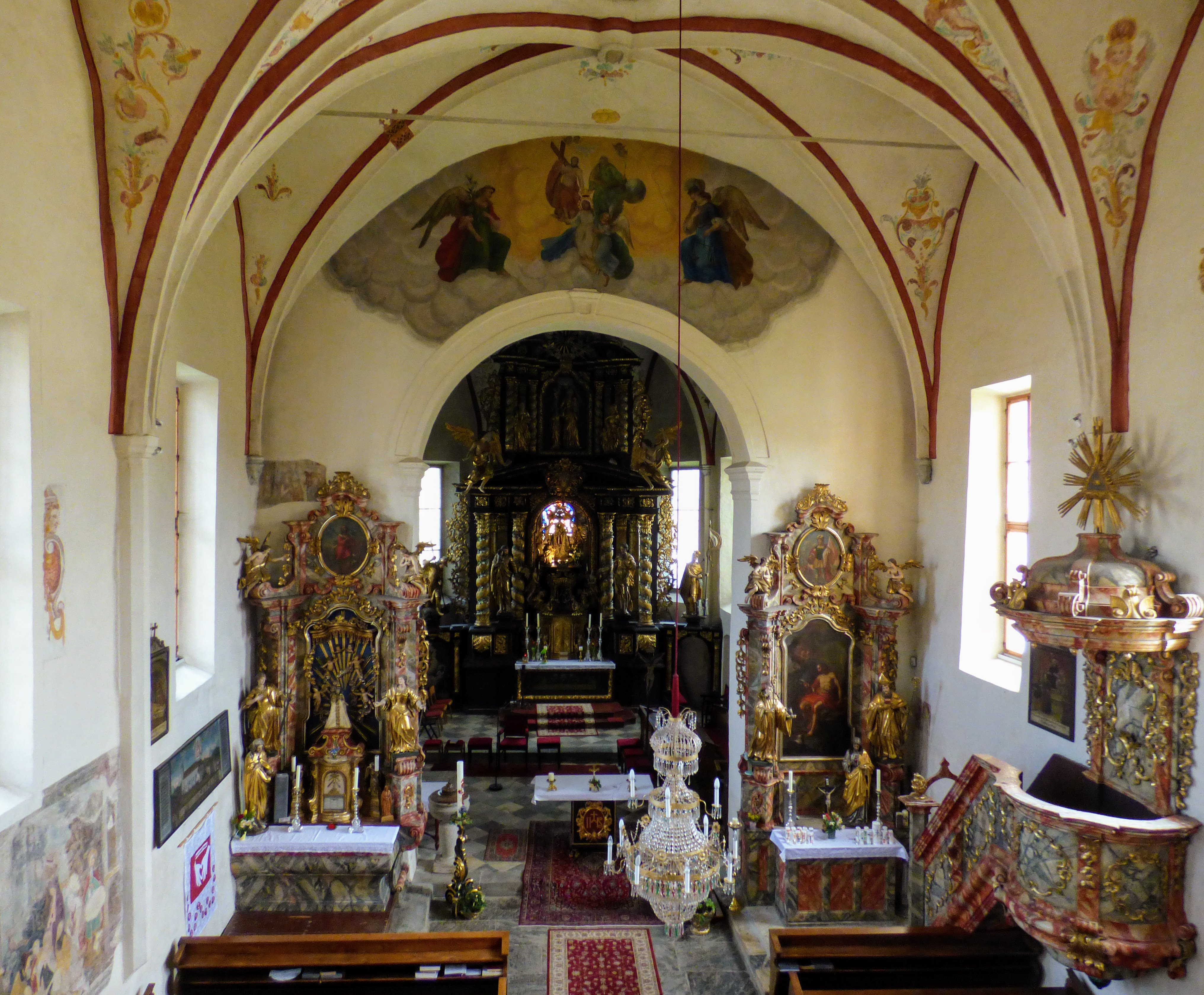
Langhaus, Blick zum Chor

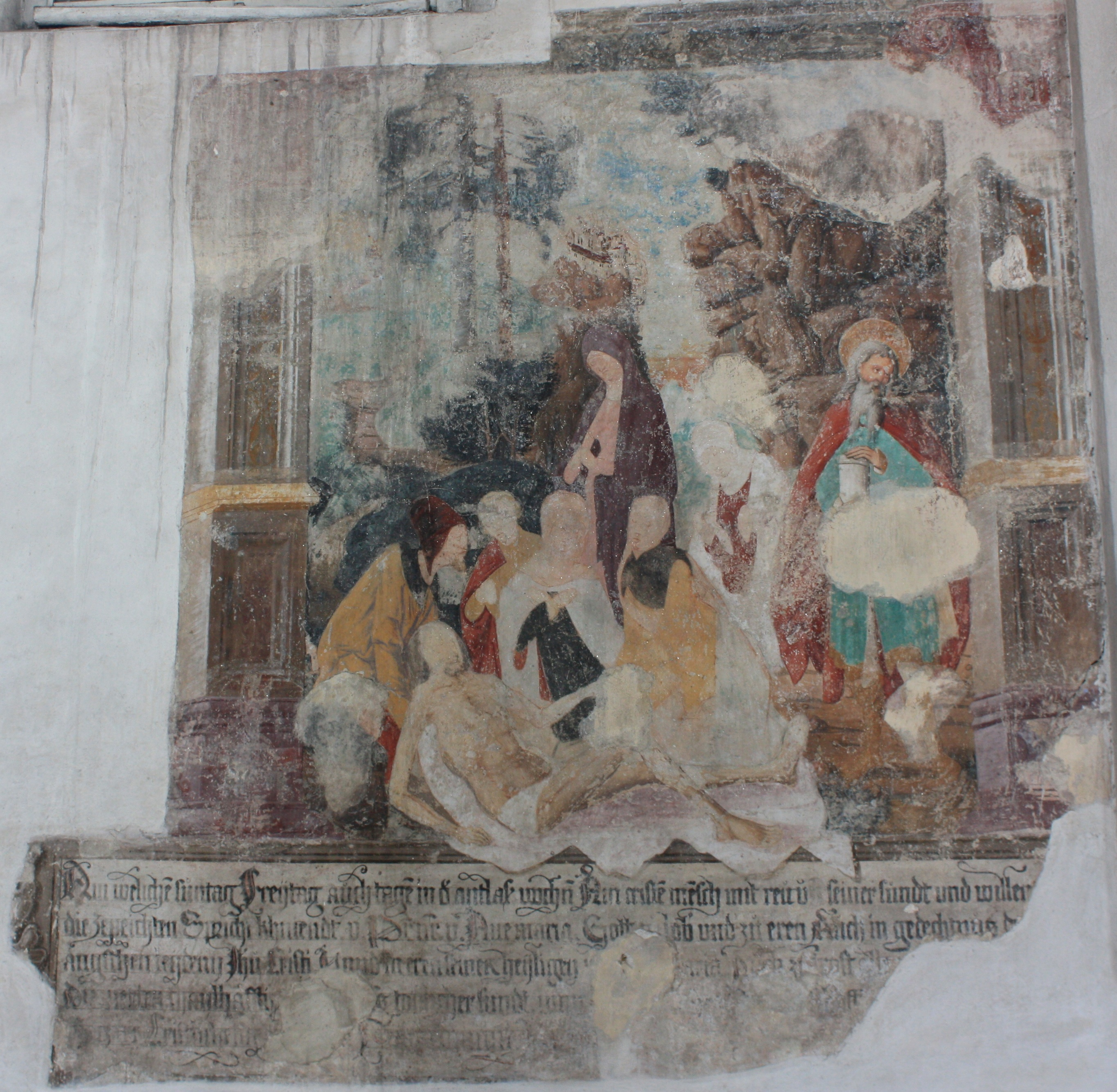
Fresko: Beweinung Christi

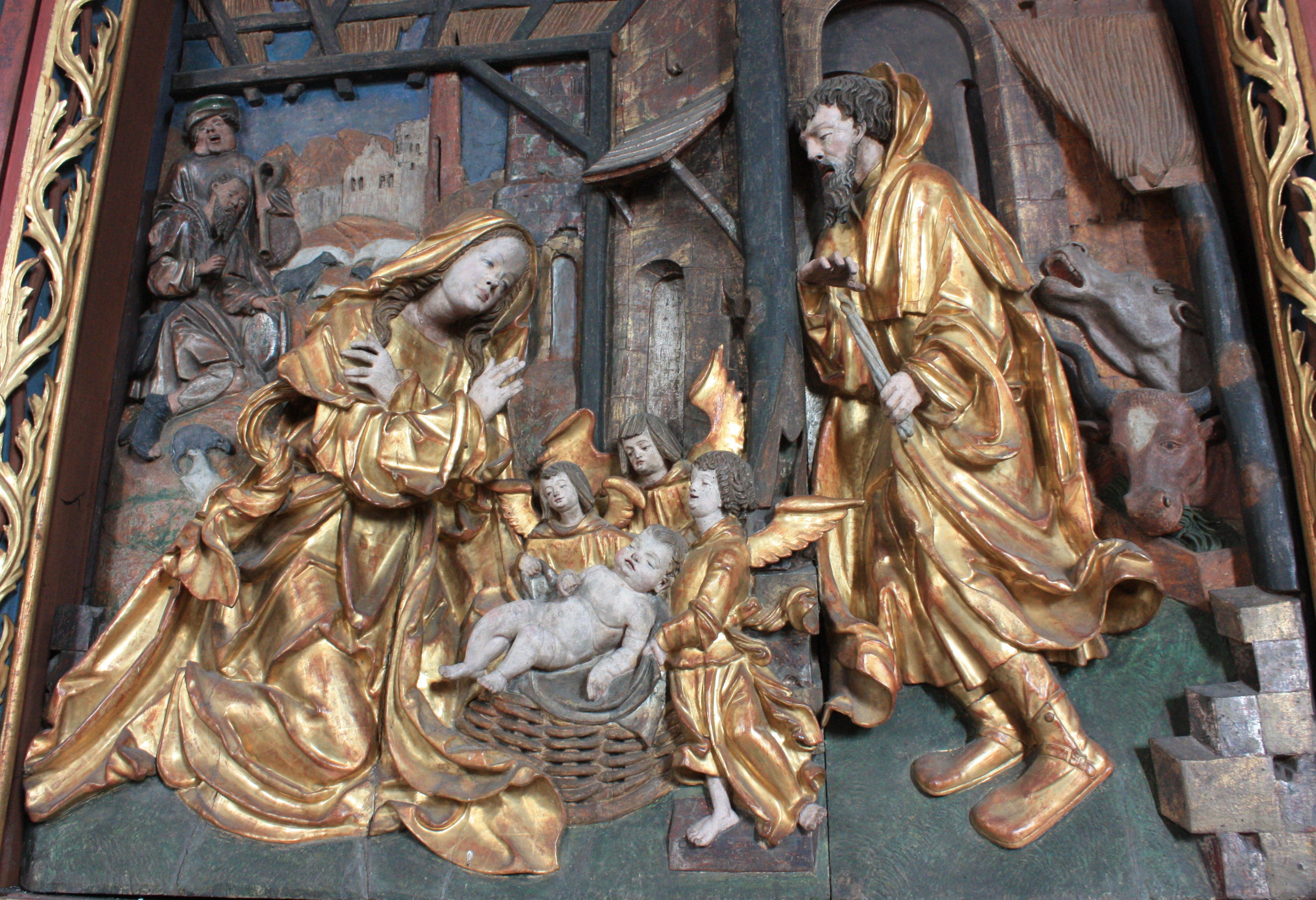
Flügelaltar: Geburt Christi

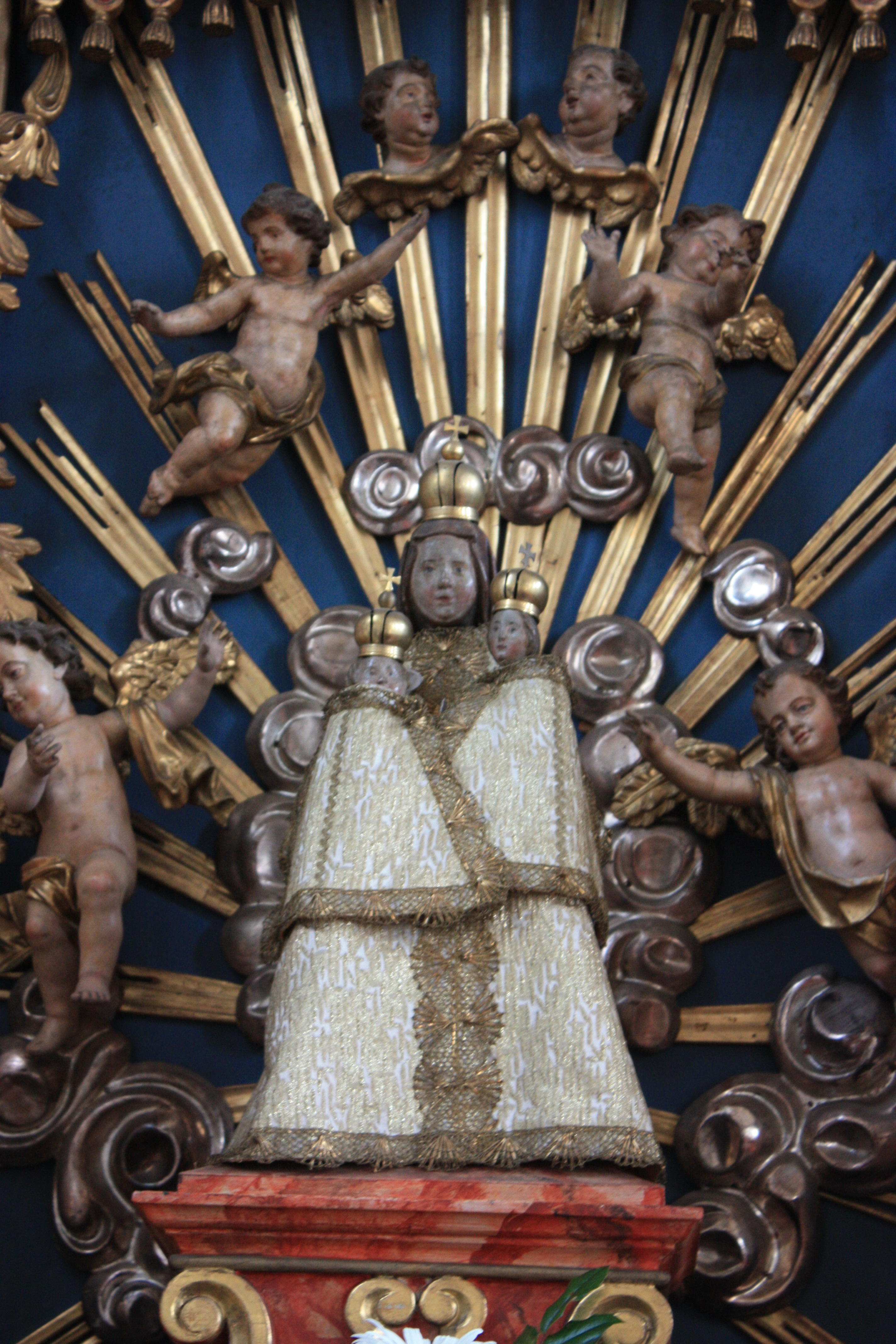
Seitenaltar: Anna selbdritt

Die römisch-katholische Pfarrkirche Maria Rojach steht am Westrand der Ortschaft Maria Rojach in der Gemeinde St. Andrä im Lavanttal in Kärnten. Die dem Patrozinium Mariä Himmelfahrt unterstellte Pfarrkirche gehört zum Dekanat St. Andrä in der Diözese Gurk-Klagenfurt. Die Kirche steht unter Denkmalschutz (Listeneintrag).

## Geschichte
Die erste urkundliche Erwähnung fand die Kirche 1314, 1480 wird sie als Pfarre genannt.
Im 15. Jahrhundert wurde die Kirche zur Wehrkirche ausgebaut und 1480 von den Türken belagert.
Die Mauern der spätgotischen Wehranlage wurden im 19. Jahrhundert erniedrigt. Bis heute haben sich Mauerreste im Süden und im Nordosten sowie in der Nordostecke ein Rundturm mit einem Kegeldach und einem Portal in der Höhe des ehemaligen Wehrganges erhalten.

## Baubeschreibung
Die Kirche ist ein gotischer Bau aus der zweiten Hälfte des 14. Jahrhunderts, der im Barock Umgestaltungen erfuhr. Dreistufige Strebepfeiler stützen das Langhaus und den eingezogenen Chor. Die barocke Sakristei im südlichen Chorwinkel wurde im dritten Viertel des 17. Jahrhunderts hinzugefügt. Den vorgestellten gotischen Westturm mit barocken Schallarkaden bekrönt ein Zwiebelhelm. Eine Glocke wurde 1740 von Marx Mathias Zechenter gegossen. Das gotische gekehlte Turmportal führt in die Vorhalle im Turmerdgeschoß. Hier ruht ein Kreuzrippengewölbe auf Kopfkonsolen aus der zweiten Hälfte des 14. Jahrhunderts. Beiderseits des profilierten Kirchenportals finden sich Wandmalereien aus der zweiten Hälfte des 14. Jahrhunderts: links als Fastenbild ein Christus mit Keule und rechts ein Feiertags-Christus.
Im vierjochigen Langhaus erhebt sich ein Kreuzrippengewölbe mit bemalten Schlusssteinen über Wandvorlagen mit polygonalen und gebündelten Diensten, die in den Ecken in Konsolköpfen enden. Die Westempore mit Maßwerkbrüstung und Mittelerker ist mit spätgotischen Netzrippen unterwölbt. Ein rundbogiger, barock verkleideter Triumphbogen verbindet das Langhaus mit dem einjochigen Chor mit Fünfachtelschluss. Im Chor ruht ein Kreuzrippengewölbe mit reliefierten Schlusssteinen auf Runddiensten und Kopfkonsolen. Die Chorfenster wurden barock erneuert. An der Chornordwand befindet sich eine vermauerte schulterbogige Öffnung, die wohl der Einstieg zum Obergeschoß einer spätgotischen Sakristei war. Weiters befinden sich im Chor eine gotische Sakramentsnische mit Gitter aus dem 14. Jahrhundert und ein barocker Taufstein.

## Wandmalereien
Das Fragment des Dreikönigszuges an der Chorsüdwand, der darunter stehende Apostel sowie die zwei Engel, die Heiligen Barbara und Katharina in den Rundmedaillons in den Kappen des Chorschlussgewölbes entstanden um 1370/1380. Das Fragment des Jüngsten Gerichts an der westlichen Triumphbogenwand stammt aus dem ersten Viertel des 15. Jahrhunderts, die Beweinung Christi mit einem Ablasstext als Inschrift aus dem zweiten Viertel des 16. Jahrhunderts. 1992 legte man das um 1600 in Secco-Technik gemalte Rankendekor mit Blatt- und Blütenkelchen im Langhausgewölbe frei. Die Freilegung der frühbarocken Engel mit Leidenswerkzeugen im Chorgewölbe erfolgte ein Jahr später.

## Einrichtung
Der barocke Hochaltar von 1703 füllt den Chor in Höhe und Breite aus und besitzt in beiden Geschoßen gegen die Mitte zu gestaffelte und zum Teil gedrehte Säulen. In der Mittelnische birgt er eine Madonna mit Kind, flankiert von den Heiligen Josef und Rochus zwischen den Säulen sowie über den Opfergangsportalen von den Heiligen Georg und Florian. Im Aufsatz steht eine Anna selbdritt zwischen einer Maria Immaculata und der heiligen Elisabet. Den Altarabschluss bildet eine Heilig-Geist-Taube im Strahlenkranz umgeben von Engeln.
An der Chornordwand steht ein Flügelaltar, der wohl 1529 in der Werkstatt Jörg Lederers in Kaufbeuren gefertigt wurde. Der Altarschrein schließt oben mit einem Kielbogen ab und besitzt ein Flügelpaar. Im Mittelrelief ist die Geburt Christi dargestellt, darunter die Wurzel Jesse mit den Halbfiguren von David und Salomo. Die Reliefs an den Flügelinnenseiten zeigen links oben die Beschneidung Jesu, links unten die Darstellung des Herrn, rechts oben die Begegnung von Joachim und Anna an der Goldenen Pforte und rechts unten die Anbetung der Könige. An den Außenseiten sind Szenen aus der Passion gemalt: links oben Christus im Garten Getsemani, links unten die Dornenkrönung, rechts oben die Geißelung und rechts unten Christus vor Pilatus. Die Malereien folgen dem Vorbild der 1513 veröffentlichten großen Kupferstichpassion von Albrecht Dürer. Die Reliefs sind nach Dürers Holzschnittserie aus dem Marienleben von 1511 geschnitzt, allerdings weicht hier der Schnitzer zum Teil vom Vorbild ab.
Der linke Seitenaltar wurde 1766 geschaffen und 1774 gefasst. Er trägt eine Anna selbdritt vom Anfang des 16. Jahrhunderts zwischen den barocken Statuen der Heiligen Katharina und Margareta sowie zwei Engel aus dem späten 15. Jahrhundert.
Der rechte Seitenaltar von 1772 wurde 1774 gefasst. Am Altarblatt zeigt er Johannes den Täufer, flankiert von den Skulpturen der heiligen Benedikt und Augustinus. Das Oberbild stellt den heiligen Florian dar.
Die Kanzel entstand 1774. An der linken Langhauswand hängt ein Votivbild von 1819, das die Abwehr der Türken mit Steingeschoßen, Büchsen und vor allem mit der Hilfe Marias zeigt.